# Xətai (Ağstafa)
Xətai è un comune dell'Azerbaigian situato nel distretto di Ağstafa. Conta una popolazione di 5.738 abitanti.